# آدمک (سرده)
آدمک (سرده) (نام علمی: Biebersteinia) نام یک سرده از راسته افراسانان است. این سرده در ایران یک گونه علفی چند ساله به نام Biebersteinia multifida دارد که علاوه بر ایران در سوریه، لبنان، ارمنستان، آسیای مرکزی و افغانستان پراکنده است.